# Група піриту
Група піриту — це мінерали кубічної сингонії з диплоїдною структурою. Кожен металевий елемент пов'язаний із шістьма парами неметалічних елементів, а кожна пара — з шістьма атомами металу.
Група названа на честь свого найпоширенішого члена, піриту (золото дурня), який іноді явно виділяється серед інших членів групи як залізний пірит.
Піротин (магнітний пірит) є магнітом і складається з заліза та сірки, але має іншу структуру і не входить до групи піриту.

## Мінерали групи піриту
Мінерали групи піриту включають:
- Ауростибіт
- Катьєрит
- Фероселіт
- Ерлікманіт
- Фукучиліт
- Ґаотаїт
- Геверсит
- Гауерит
- Інсизваїт
- Крутаїт
- Крутовіт
- Лаурит
- Пенрозеїт
- Пірит
- Спериліт
- Трогталіт
- Ваесит
- Віламанініт